# PRKAA2
PRKAA2‏ (Protein kinase AMP-activated catalytic subunit alpha 2) هوَ بروتين يُشَفر بواسطة جين PRKAA2 في الإنسان.